# Netnografia
Netnografia é uma modalidade de Etnografia, na qual a longa permanência do/a pesquisador/a em campo e a descrição sistemática das situações sociais fornecem dados para a análise da cultura de determinado grupo ou sociedade. A netnografia é uma perspectiva metodológica através da qual a interação social em ambientes digitais pode ser estudada em perspectiva naturalista, isto é, concentrando-se principalmente na observação de fenômenos que ocorrem sem interferência do/a pesquisador/a, as chamadas “situações naturais”. O neologismo “netnografia” (nethnography= net + ethnography) foi originalmente cunhado por um grupo de pesquisadores/as norte americanos/as, Bishop, Star,Neumann, Ignacio, Sandusky & Schatz, em 1995.

## Estudos acadêmicos
Existem duas abordagens bastante distintas que se definem pelo termo "netnografia", uma oriunda do Marketing, e outra ligada à Antropologia. No universo do Marketing (onde, em inglês, é chamada de "netnography"), é uma técnica de pesquisa voltada a compilar dados oriundos de usuários de internet em termos de seus "comportamentos de consumo" (Kozinets, 2010). Na Antropologia (onde, em inglês, é chamada de "nethnography") trata-se de uma adaptação das premissas do método etnográfico para o estudo de interações sociais ocorrentes em ambientes digitais . As diferenças das duas abordagens - antropológica e mercadológica - ficam bastante claras quando se comparam seus procedimentos básicos de pesquisa (abaixo).
De acordo com Christine Hine, não existe razão a priori para separar a etnografia feita em ambientes digitais da etnografia tradicional. As sociedades contemporâneas convivem com a internet de maneira muito mais presente do que na época de sua criação, tornando muito difícil separar fenômenos entre reais e virtuais. A pesquisa etnográfica na Internet deve seguir, em geral, as mesmas diretrizes da etnografia tradicional. As diferenças que podem existir são principalmente em relação a métodos de coleta de dados, pois como eles são em sua maioria digitais, existem ferramentas capazes de traçar padrões e coletar volumes de dados maiores.

## Procedimentos Básicos da Netnografia Antropológica[1]
A Netnografia antropológica busca preservar as mesmas premissas e procedimentos básicos de uma Etnografia clássica, como observação participante, longa permanência em contato com o grupo estudado e manutenção de um diário de campo. Na Internet, é possível verificar recorrentemente a formação de circuitos de comunicação que incluem reunião e dispersão de participantes nos vários ambientes digitais, com intensa troca de links e arquivos de texto, áudio e imagem, a utilização de outras mídias complementares que superam as fronteiras digitais. A comunicação em um ambientes on-line não substitui a comunicação em outros locais da Internet ou em encontros face a face, mas participa em conjunto com outros recursos técnicos motivados pela socialização. A Internet oferece muitos ambientes diferentes, cada um com suas especificidades, em que diferentes formas de interação social tem lugar.
Cada objeto de pesquisa exige um dispositivo metodológico específico. Na impossibilidade de trabalhar o universo da Internet como um todo, escolhe-se algumas estruturas, considerados pontos dinâmicos da interação específica que está sendo realizada, junto com dados complementares, como:
i)          o conjunto de comentários ligado ao ambiente estudado;
ii)         transcrições de entrevistas com interlocutoras/es selecionadas/os pelo contato estabelecido no site;
iii)         diário de campo, anotações sistemáticas feitas durante a participação no grupo;
iv)         gravações em vídeo de situações naturalmente ocorrentes durante atividades sociais na Internet ou presenciais, quando for o caso. É recomendado que se privilegie a "conversa espontânea" do/a entrevistado/a, tanto quanto possível, evitando pesquisa com questionários ou por e-mail.

## Procedimentos Básicos da Netnografia Mercadológica[5]
Apesar da Netnografia ser uma metodologia bastante flexível e pouco protocolar, há quatro procedimentos básicos específicos. São eles:
1. Entrée cultural - Nessa primeira etapa, o pesquisador precisa preparar-se para iniciar sua pesquisa netnográfica. Para isso ele precisa levantar quais questões e objetos específicos ele deseja analisar; e em que tipo de grupos, comunidades, fóruns, ou páginas pode obter respostas importantes e suficientes ao seu estudo;
2. Coleta e análise de dados - Nessa etapa há três tipos de captura de dados: A primeira são dados coletados diretamente dos indivíduos das páginas das comunidades analisadas. A segunda coleta é feita através da observação pelo pesquisador das interações comunicacionais dos membros do grupo analisado. E a terceira são colhidos dados de entrevistas particulares com os membros desses grupos, sendo feita por troca de mensagens, e-mails, chats, etc;
3. Ética de pesquisa - É eticamente recomendável que o pesquisador, ao entrar nesses ambientes virtuais a fim de análise, identifique-se como tal. É importante que ele também identifique o interesse de sua pesquisa, e que ele peça permissão aos membros para o uso das informações e das mensagens trocadas entre eles;
4. Feedback e checagem de informações - O pesquisador precisa garantir a confiabilidade dos dados coletados, e para isso, é interessante que ele verifique o que foi coletado com os membros do grupo. A opinião dos indivíduos acerca do que foi colhido garante maior credibilidade à pesquisa e pode fazer o pesquisador perceber algumas observações não pensadas antes.

## Mercado
A decisão de comprar determinado produto e escolher marcas está cada vez mais fundamentada em informações colhidas via Internet.
Além de sites corporativos ou individuais, os consumidores estão usando comunidades virtuais e outros formatos online para compartilhar ideias e estarem em contato com outros consumidores, que são vistos como fontes de informação mais objetiva.

### Comunidades reais
Os grupos que discutem modelos e marcas da Internet são chamados de comunidades virtuais (Rheingold 1993). No entanto, como defendido por Jones (1995), o termo "virtual" poderia implicar a falsa ideia que essas comunidades são menos reais que as comunidades do mundo físico.
Porém, Kozinets (1998, p. 366) assinala que "esses grupos sociais têm participantes reais e assim têm efeitos consequentes em muitos aspectos do comportamento, incluindo o comportamento de consumidor ".

### Tipos de participação
Dados sugerem que as pessoas que discutem na Internet marcas e  produtos tendem a compartilhar sua percepção sobre eles. Existe a crença de que o grau de conhecimento dessas pessoas supera o próprio conhecimento dos desenvolvedores daqueles produtos. Isso vale também para as discussões na Internet sobre serviços de Companhias aéreas, Serviços bancários, Seguradoras, etc.

### Influência
Almquist and Roberts (2000, p. 18) defendem que o principal fator que influencia positivamente o brand equity de um produto em comparação a outro é uma Manifestação do consumidor. As comunidades online são lugares onde os consumidores geralmente discutem com propósito de informar e influenciar outros consumidores sobre os produtos e marcas (Kozinets 1999, Muniz and O’Guinn 2001).

### Serviços
As pesquisas sobre essa área começaram nos anos 90 no meio acadêmico e somente no início do século XXI foram lançados os primeiros serviços de netnografia.
Empresas de consultoria como a Tree Intelligence integram técnicas de Netnografia com técnicas de análise de redes sociais, analisando visual, quantitativa e qualitativamente os padrões de relacionamento das comunidades pesquisadas. Sendo esta a base de posteriores insights e alinhamentos estratégicos para as áreas de inovação, marketing digital e comunicação corporativa, entre outras.

### Plataformas
Recentemente tem surgido plataformas para facilitar o trabalho dos netografos, sendo uma delas o LivingNethos. Esta plataforma SaaS (Software como Serviço) possibilita coletar dados da Web, transformá-los em visualizações dinâmicas de redes de relacionamento e colaborar com outros integrantes de projetos registrando insights, comentários e actionables sobre os padrões identificados. Por meio dela, projetos públicos e privados são constantemente criados, possibilitando que pesquisadores, profissionais do mercado e organizações colaborem em projetos de comum interesse.